# Bistum Maitland-Newcastle
Das Bistum Maitland-Newcastle (lateinisch Dioecesis Maitlandensis-Novocastrensis, englisch Diocese of Maitland-Newcastle) ist eine in Australien gelegene römisch-katholische Diözese mit Sitz in Maitland.

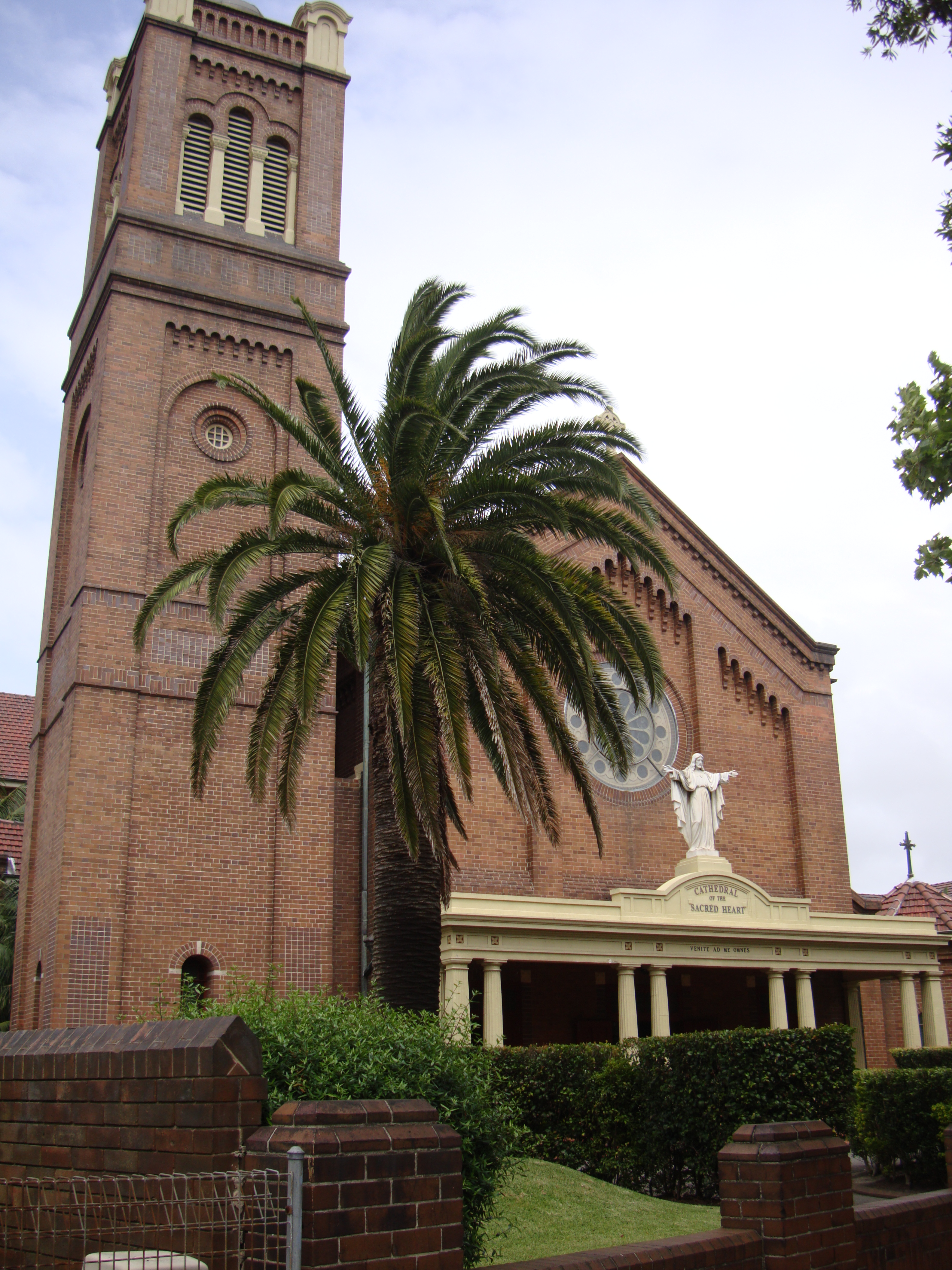
Sacred Heart Cathedral in Maitland

## Geschichte
Das Bistum Maitland-Newcastle wurde am 25. Juni 1847 durch Papst Pius IX. aus Gebietsabtretungen des Erzbistums Sydney als Bistum Maitland errichtet und diesem als Suffraganbistum unterstellt. Das Bistum Maitland wurde am 4. Juni 1995 in Bistum Maitland-Newcastle umbenannt.

## Ordinarien

### Bischöfe von Maitland
- Charles Henry Davis OSB, 1846–1854
- James Murray, 1865–1909
- Patrick Vincent Dwyer, 1909–1931
- Edmund John Aloysius Gleeson CSsR, 1931–1956
- John Thomas Toohey, 1956–1975
- Leo Morris Clarke, 1976–1995

### Bischöfe von Maitland-Newcastle
- Leo Morris Clarke, 1995
- Michael John Malone, 1995–2011
- William Wright, 2011–2021
- Michael Robert Kennedy, seit 2023